# Ingo Schulze
Ingo Schulze é um escritor alemão nascido em Dresden em 1962. É autor de, entre outros, Vidas Novas e Adam e Evelyn.

## Biografia
Filho de um professor de física e uma médica, Schulze nasceu na então Alemanha Oriental, onde prestou o serviço militar. Graduou-se em filologia clássica e literatura alemã em Iena.
Trabalhou como dramaturgo do Landestheater de Altenburg entre 1988 e 1990. Foi também editor de jornais, função que o levou a morar por curto tempo em São Petersburgo, mudando-se em seguida para Berlim, onde vive desde então. Em 1995 publicou seu primeiro livro, 33 Augenblicke des Glücks, com o qual ganhou o prêmio literário Aspekte. Desde 2006 é membro da Academia de Artes de Berlim e da Academia Alemã de Língua e Poesia. Em 2007 passou a integrar também a Academia de Artes da Saxônia. Suas obras já foram traduzidas para 27 idiomas.
No Brasil, a editora Cosac Naify publicou as obras Senhor Augustin (2009), Celular (2007), Vidas Novas (2009) e Adam e Evelyn (2013).